# 1812
1812 (số La Mã: MDCCCXII) là một năm nhuận bắt đầu vào thứ Tư trong lịch Gregory.
Bản mẫu:Tháng trong năm 1812

## Sự kiện
- Chiến dịch nước Nga 1812 - quân đội Pháp tấn công Nga
- Chiến tranh năm 1812 - giữa Hoa Kỳ và Anh Quốc

## Sinh
- Tả Tông Đường

## Mất
- Juana Galán
- Phạm Thị Tuyết, phong hiệu Nhị giai Gia phi, phi tần của vua Minh Mạng